# Estados Unidos en los Juegos Olímpicos de Lake Placid 1980
Estados Unidos estuvo representado en los Juegos Olímpicos de Lake Placid 1980 por un total de 101 deportistas, 76 hombres y 25 mujeres, que compitieron en 10 deportes.
El portador de la bandera en la ceremonia de apertura fue el patinador artístico Scott Hamilton.

## Medallistas
El equipo olímpico estadounidense obtuvo las siguientes medallas:
| Nombre          | Deporte               | Competición  |
| --------------- | --------------------- | ------------ |
| Oro             |                       |              |
| Equipo          | Hockey sobre hielo    | Torneo M     |
| Eric Heiden     | Patinaje de velocidad | 500 m M      |
| Eric Heiden     | Patinaje de velocidad | 1000 m M     |
| Eric Heiden     | Patinaje de velocidad | 1500 m M     |
| Eric Heiden     | Patinaje de velocidad | 5000 m M     |
| Eric Heiden     | Patinaje de velocidad | 10000 m M    |
| Plata           |                       |              |
| Phil Mahre      | Esquí alpino          | Eslalon M    |
| Linda Fratianne | Patinaje artístico    | Individual F |
| Leah Poulos     | Patinaje de velocidad | 500 m F      |
| Leah Poulos     | Patinaje de velocidad | 1000 m F     |
| Bronce          |                       |              |
| Charles Tickner | Patinaje artístico    | Individual M |
| Charles Tickner | Patinaje de velocidad | 3000 m F     |